# Eupetidae
Famille
Les Eupetidae sont une famille d'oiseaux de l'ordre des passeriformes.

## Liste des genres
Selon ITIS (1 Jan. 2016) et la classification du Congrès ornithologique international (version 2.2, 2009) :
- genre Eupetes
  - Eupetes macrocerus — Eupète à longue queue